# Ысаса
◌ܽ, ◌ܾ (ܥܨܵܨܵܐ, ысаса) — огласовка в сирийском письме.

## Использование
Используется только в западносирийском (яковитском) письме, выглядит как «ẙ» над (◌ܽ) или под буквой (◌ܾ) и обозначает [u]; происходит от греческой лигатуры омикрон-ипсилон (ΟΥ). 
В романизации ALA-LC передаётся как u; в романизации BGN/PCGN её передача не регламентируется.

## Кодировка
Ысаса сверху и ысаса снизу были добавлены в стандарт Юникод в версии 3.0 в блок «Сирийское письмо» (англ. Syriac) под шестнадцатеричными кодами U+073D и U+073E.